# Fredrik Laurell
Fredrik Laurell, född 28 augusti 1845 i Mjöbäcks socken, Älvsborgs län, död 17 juni 1905 i Uppsala, var en svensk skolman. 

## Biografi
Laurell avlade mogenhetsexamen i Göteborg samt blev filosofie kandidat och filosofie doktor vid Lunds universitet 1874. Han blev lärare i Lund 1874, adjunkt i svenska, geografi och naturkunnighet vid Folkskoleseminariet i Uppsala 1876, tillika lärare i teoretisk trädgårdsskötsel där från 1899. Han var även folkskoleinspektör i Uppsala från 1879. 
Laurell ivrade för skolträdgårdar och författade på detta område bland annat Normalritningar till folkskole-trädgårdar jämte beskrifning (1890, tillsammans med J.A. Strandberg) och Våra skolträdgårdar (i Tidskrift för folkundervisning 1902). Han publicerade även pedagogiska och botaniska skrifter; han studerade ingående de svenska växtnamnen, men mötte motstånd från bland andra Alfred Gabriel Nathorst, då han försökte införa en del provinsiella benämningar i riksspråket. Inom detta ämne utgav han bland annat Förteckning öfver viktigare i Sverige på fritt land odlade träd och buskar med svenska namn (1891) och Svenska växtnamn och binär nomenklatur (1904). 
Fredrik Laurell var son till kontraktsprosten Johan Larsson och Anna Aurelius. Han ingick 1882 äktenskap med Sofie Louise Rudelius och var far till Karl Johan Laurell och Hugo Laurell. Han är begraven på Uppsala gamla kyrkogård.